# 愛知県道258号長浦停車場線
愛知県道258号長浦停車場線（あいちけんどう258ごう ながうらていしゃじょうせん）は、愛知県知多市を走る元一般県道である。途中、県道46号との重複区間があるが、現在は大部分が知多市の市道である。

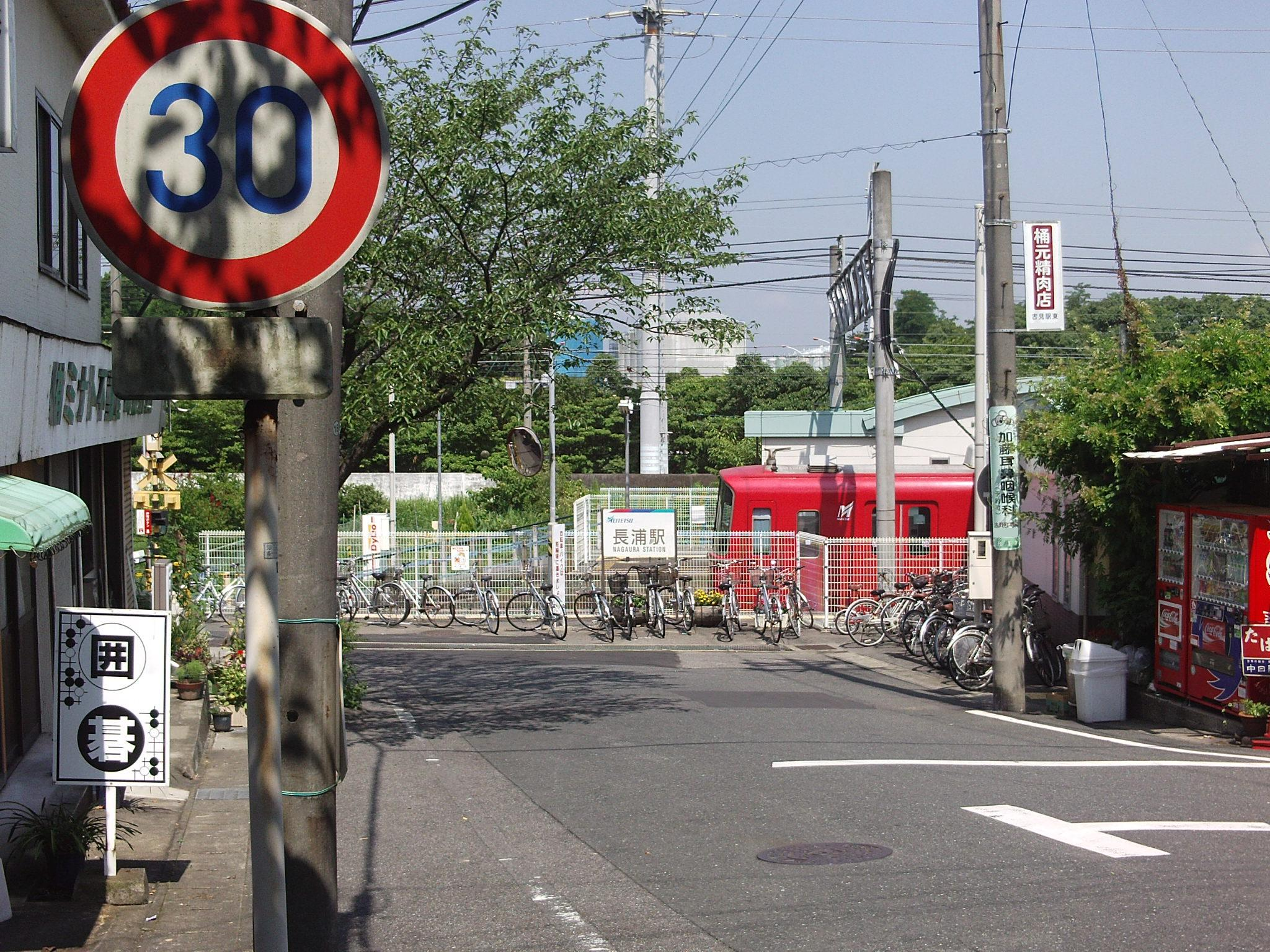
起点長浦停車場。駅前通りの坂は桜トンネルで木陰になっている。

## 概要

### 路線データ
- 起点：長浦停車場
- 終点：愛知県知多市
- 延長：約1.2キロメートル

## 沿革
- 1959年（昭和34年）12月15日：認定

## 地理

### 通過する自治体
- 愛知県
  - 知多市

### 交差する道路
- 愛知県道46号西尾知多線 ※重複区間
- 国道155号（中田交差点）

### 周辺
- 名鉄常滑線 長浦駅
- カトリック長浦教会
- 知多長浦簡易郵便局